# Salzwedel
Salzwedelben város Németországban, Szász-Anhalt tartományban.

## Fekvése
Uelzen 44 km nyugatra, Lüchow (12 km északra), Gardelegen (41 km délre) és Arendsee (24 km keletre).

## Története

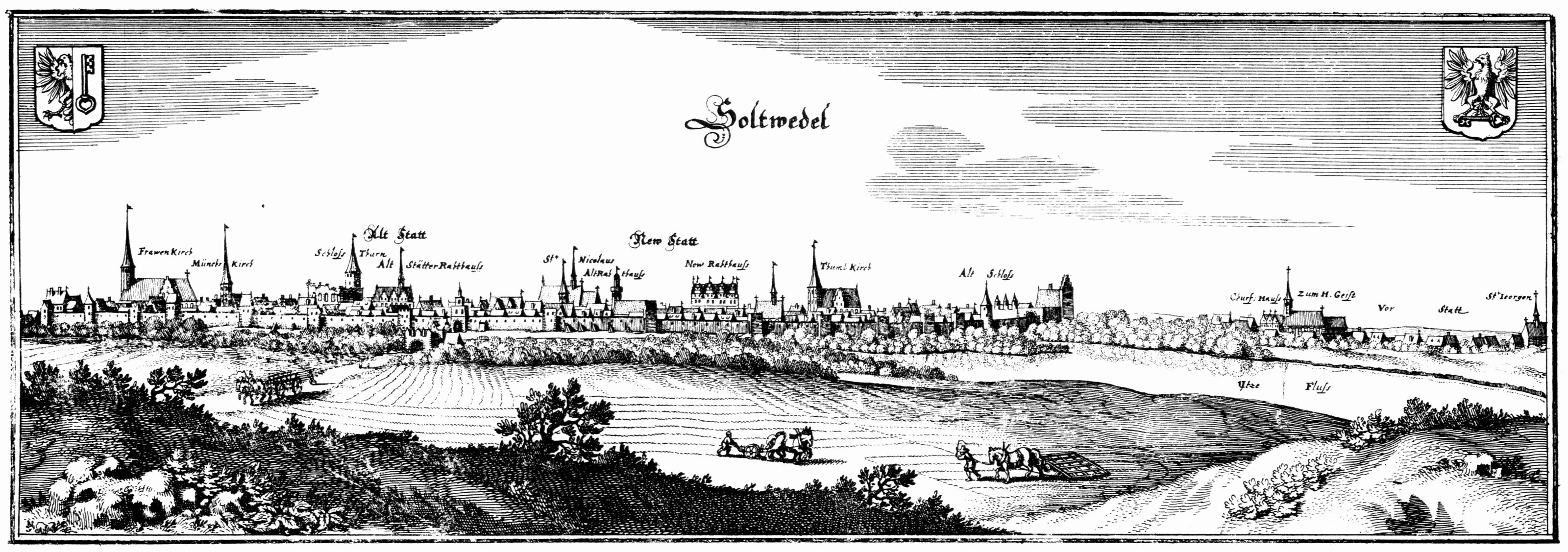
A város 1652-ben

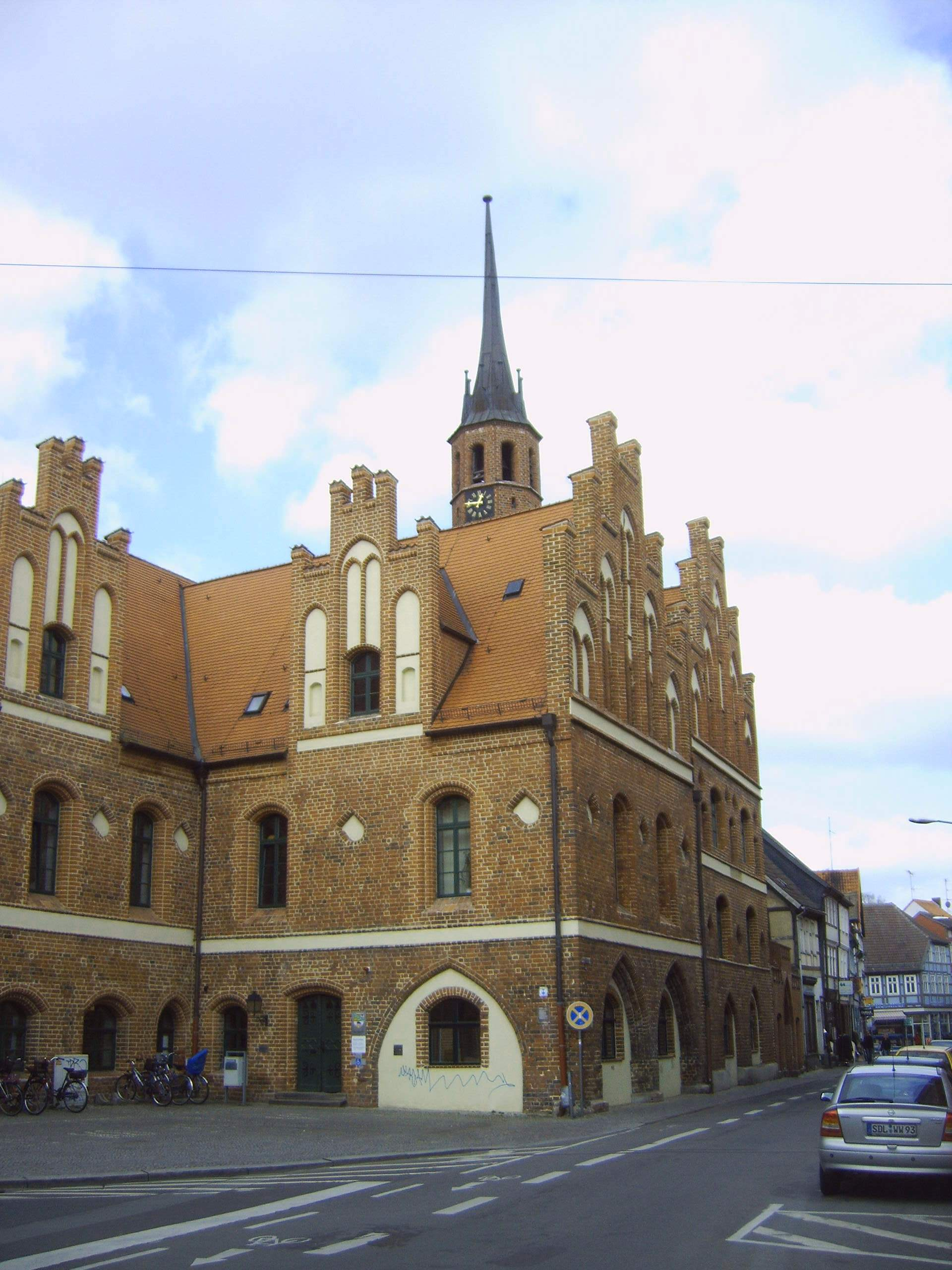

Salzwedel és környéke már a paleolit korban lakott volt, a helyi, a várostól nyugatra eső kavicsbányában és a szomszédos Wendland környékén talált leletek alapján.
Késő bronzkori helyszín a régi vízmű területén feltárt temető (B71), valamint korai vaskori temető, majd a Római Birodalom és a népvándorlás (180-500 n. Krón.) korából is kerültek elő leletek.
A város a régi só útvonal mentén települt, melyet régi Soltwidele neve is jelez. Várát a dokumentumok 1112-ben említették először.  A város nevének első említése 1233-ból való. 1247-ben pedig a tőle északkeletre fekvő Óváros is említve volt. Mindkét város a város falain belül volt. Az Óvárost és az Újvárost csak 1713-ban egyesítették. 1263-1518 között Salzwedel tagja volt a Hanza-szövetségnek is.
A harmincéves háború alatt a város fejlődése megállt, bár ostromnak nem volt kitéve, ami nagyrészt annak köszönhető, hogy itt szállásolták el a külföldi csapatokat. 1870-ben elérte a várost a vasútvonal is.
A második világháború után az NDK területére került.

## Nevezetességek

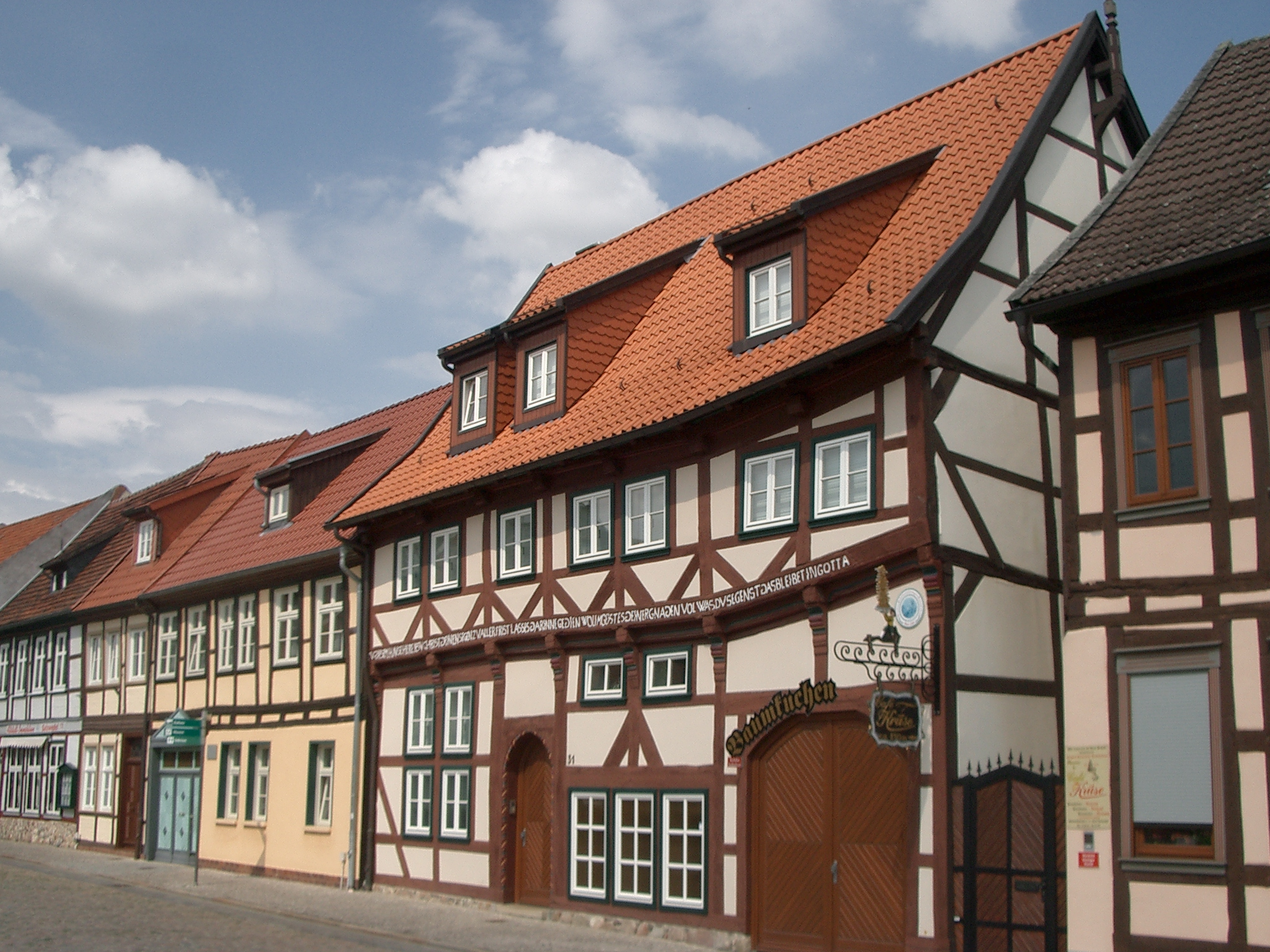
Az Óváros favázas házai

- Óváros - számos favázas ház található itt
- Városkapuk és középkori erődítmények
- Vár Salzwedel (vártoronyhoz a kastély kertjében)
- Városháza (egykori ferences kolostor)
- Old Town Hall, ma Kerületi Bíróság Salzwedelben
- Városháza tornya az egykori városháza Neustadt (walk-reneszánsz torony, kilátással a városra)
- Román és gótikus tégla templomok
- Szent Mária
- St. Catherine
- Monk templom (1986 óta szórakoztató központ)
- St. Lawrence
- St. Gertrauden kápolna (régebben egy kórház a külső a városfalon)
- Kolostor Dambeck (járási hivatal Dambeck)

## Itt születtek, itt éltek
- Abdiás Praetorius (1524-1573) - teológus és reformátor
- Stephan Praetorius (1536-1603) -teológus
- Georg Stampelius (1561-1622) - teológus
- Benedek Winkler (1579-1648) - ügyvéd
- Johann Joachim Daniel Zimmermann (1710-1767) - teológus és író
- Philipp Wilhelm GERCKEN (1722-1791) - történész
- Hermann Grothe (1839-1885) - mérnök és politikus
- Friedrich Meinecke (1862-1954) - történész
- Ernst Hentschei (1876-1945) - tengerbiológus
- Gahrns Heinrich (1882-1955) - politikus (CDU)
- Hans Mettel (1903-1966) - szobrászművész
- Kurt Schütte (1909-1998) - matematikus
- Harald Lorscheider (1939-2005) - zeneszerző
- Dieter Lutz Behrendt (született 1941), történész
- Alexander von Plato (született 1942), filozófus, történész
- Nicholas Krage († 1559) - teológus és reformer, aki töltötte utolsó éveit Salzwedelben
- Johann Friedrich Danneil (1783-1868) - prehistorians és helyi történész, a város krónikása, Salzwedeler iskola igazgatója
- Ekkhard Verchau (* 1927) - történész, itt nőtt fel Salzwedelben
- Michel Jacot (született 1940), színész és festőművész, született Salzwedelben

## Galéria

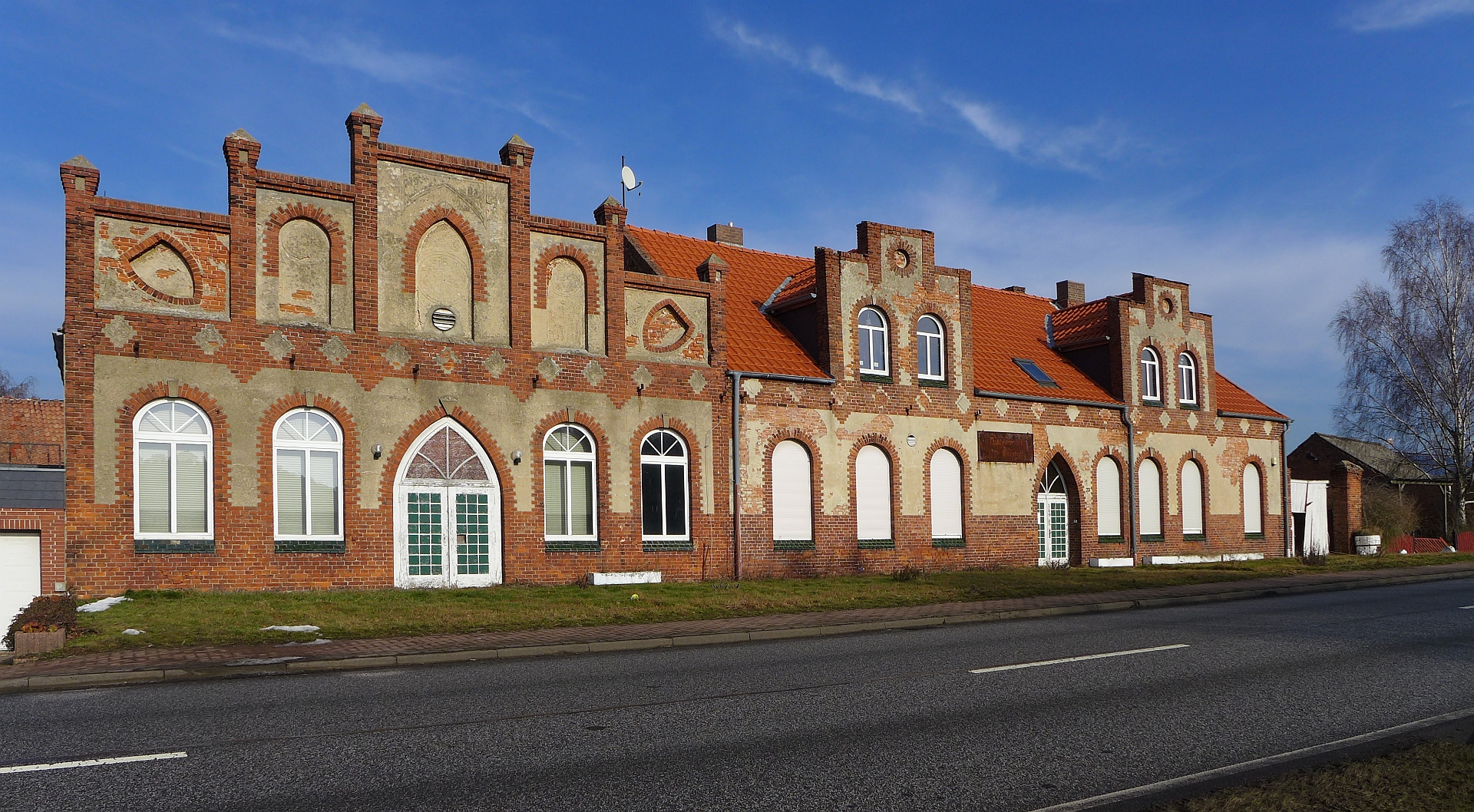
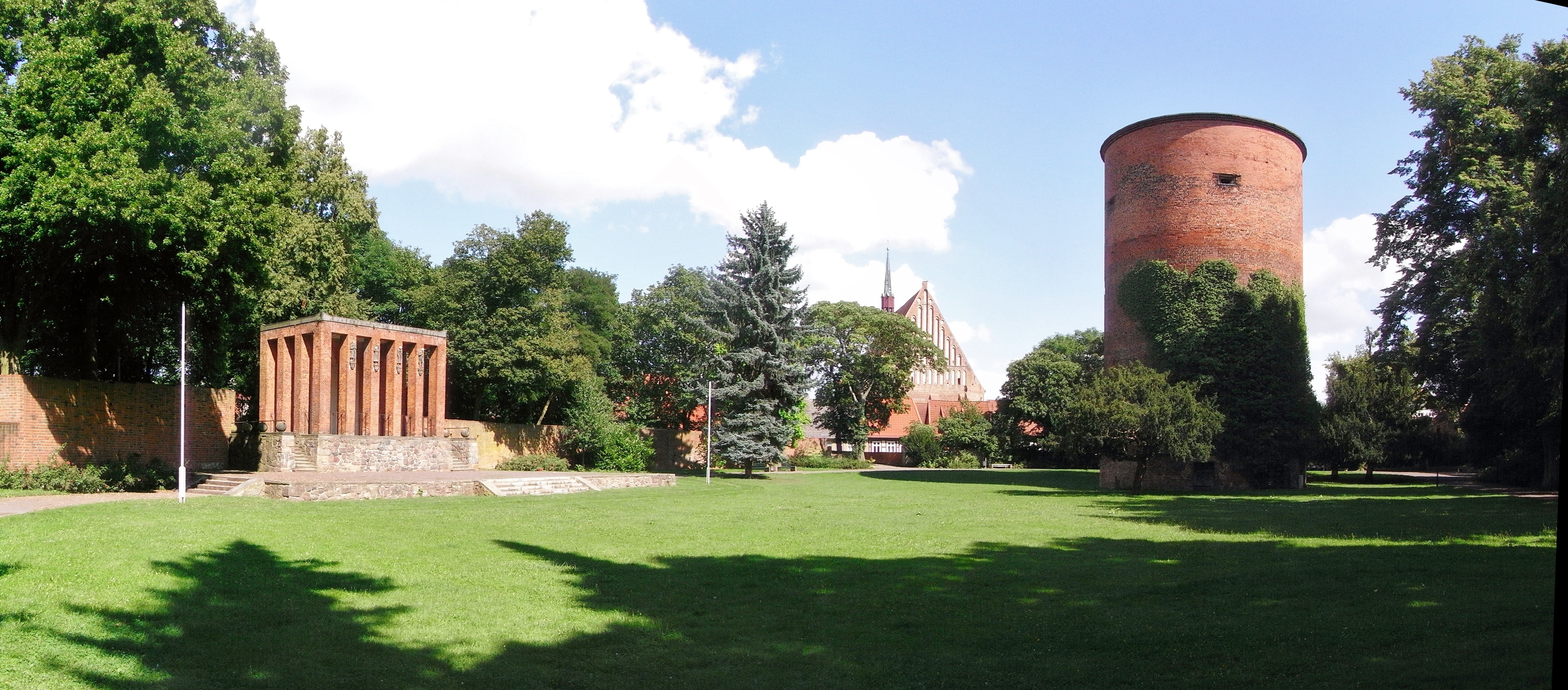
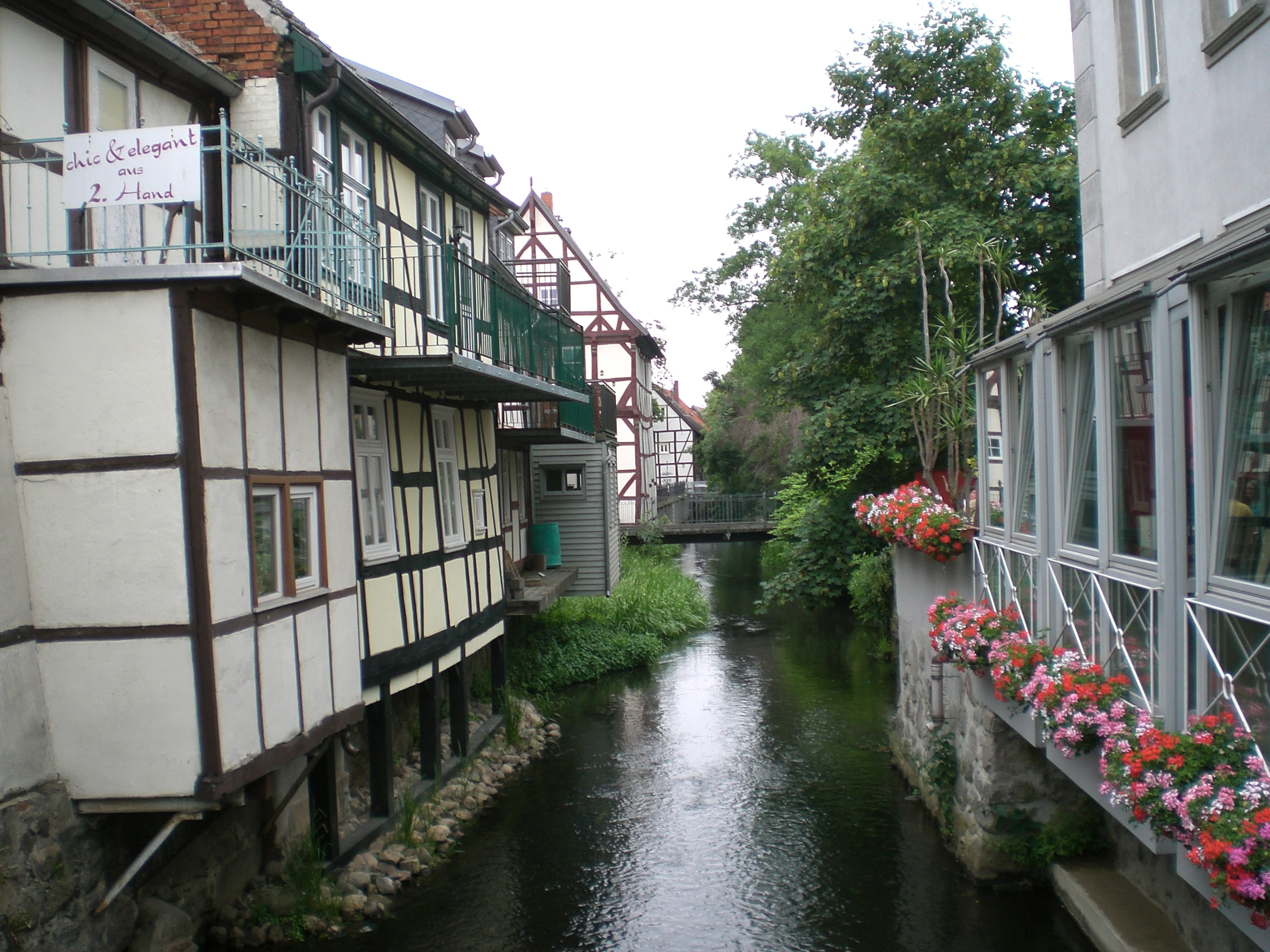
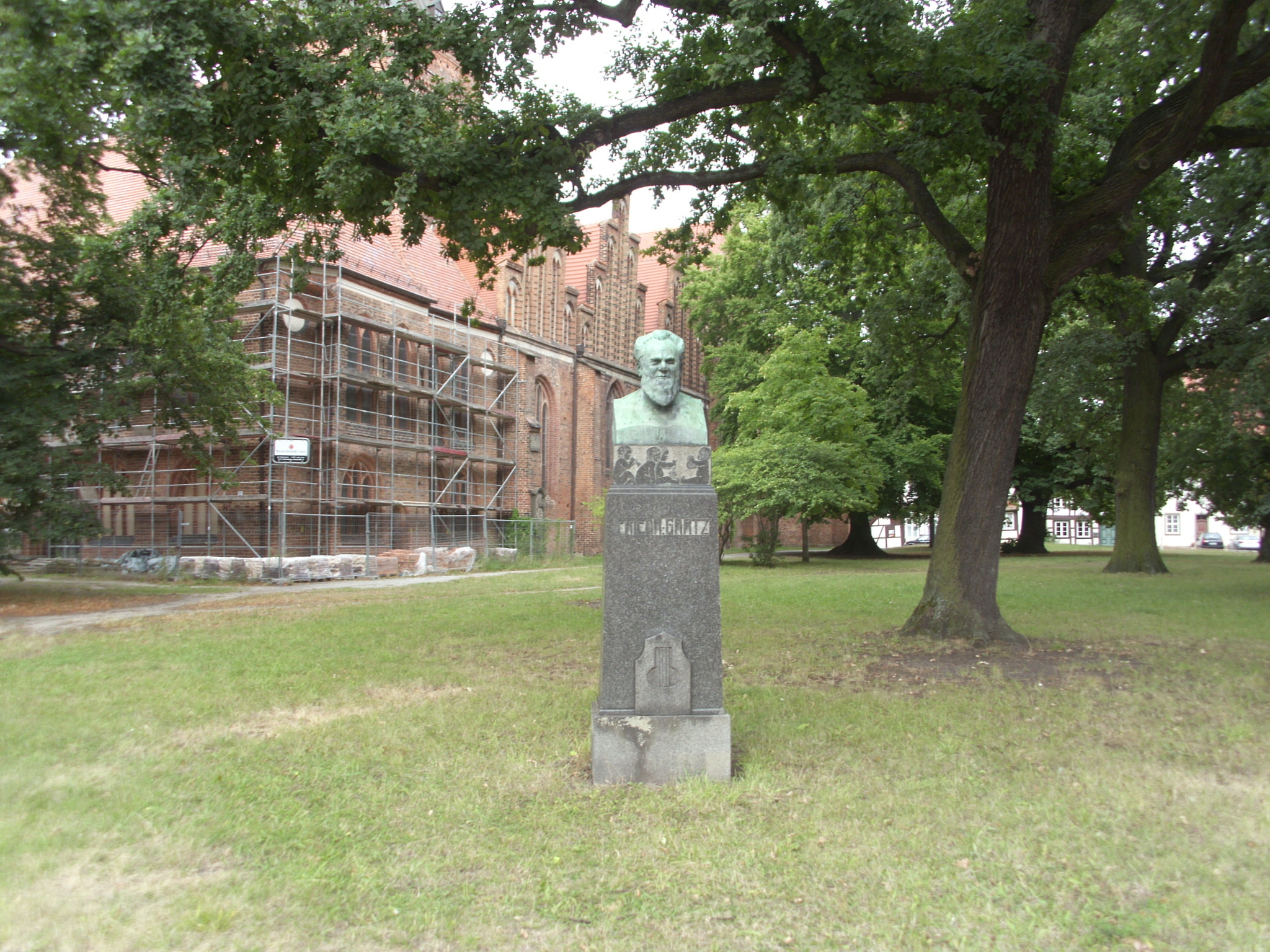
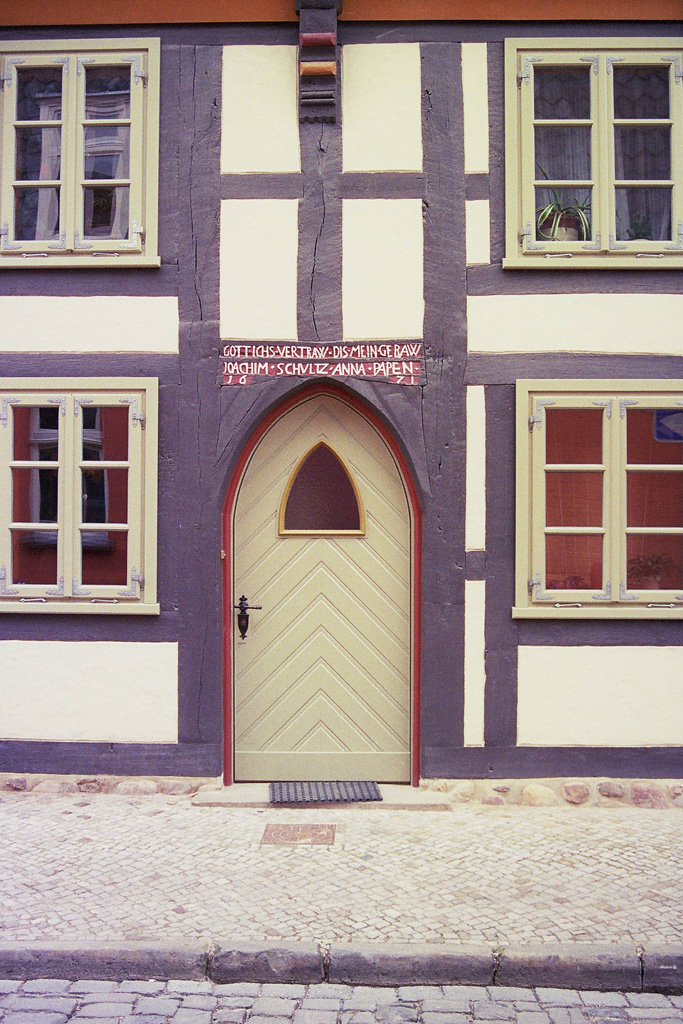
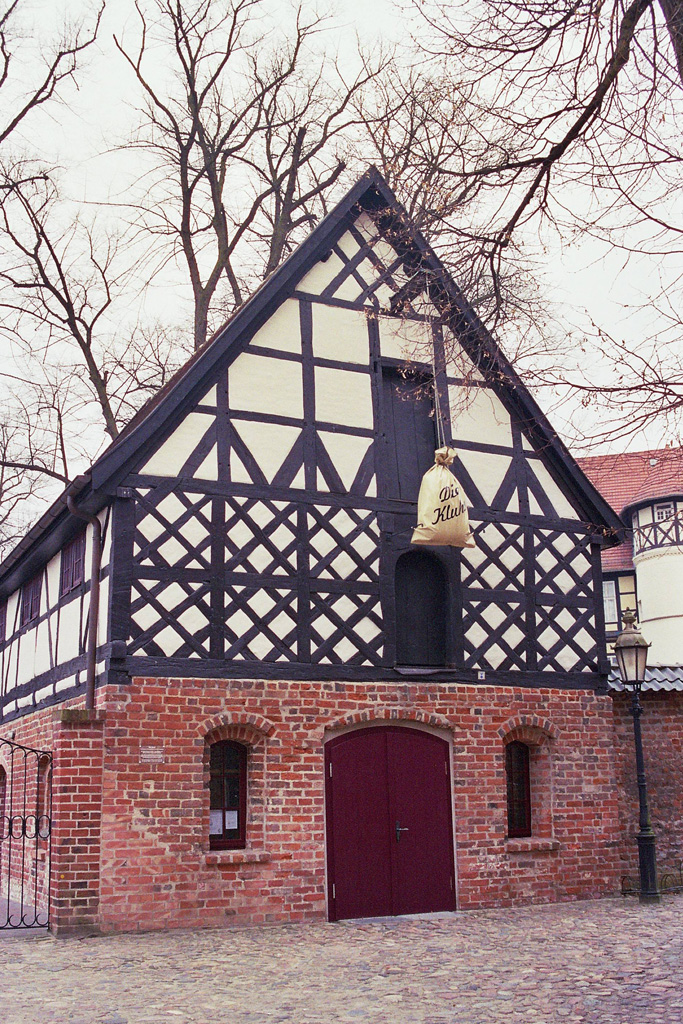
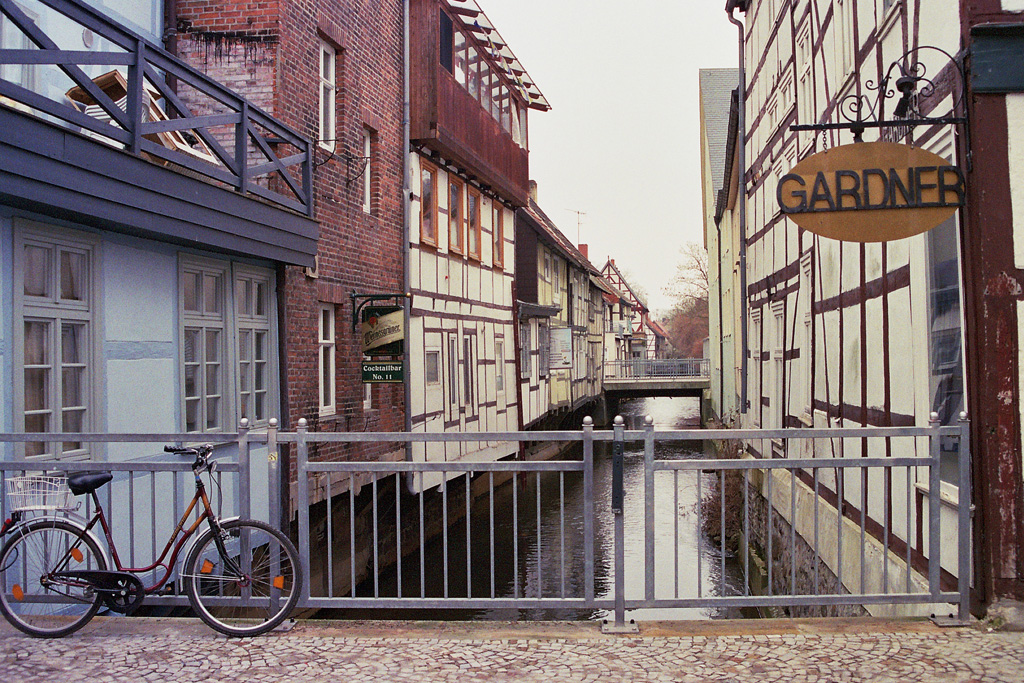
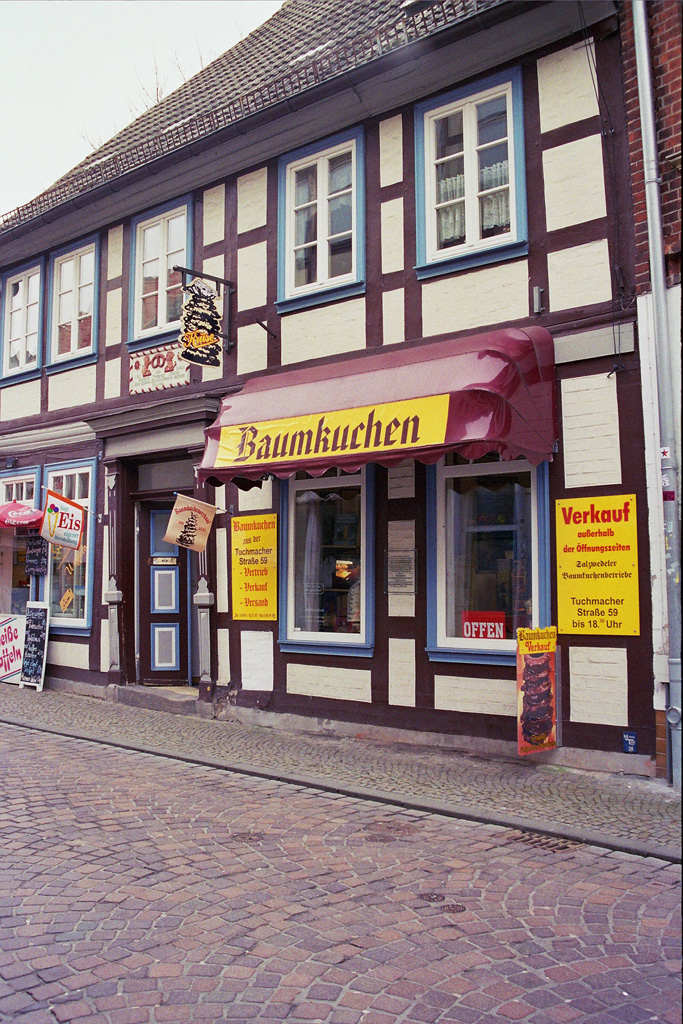
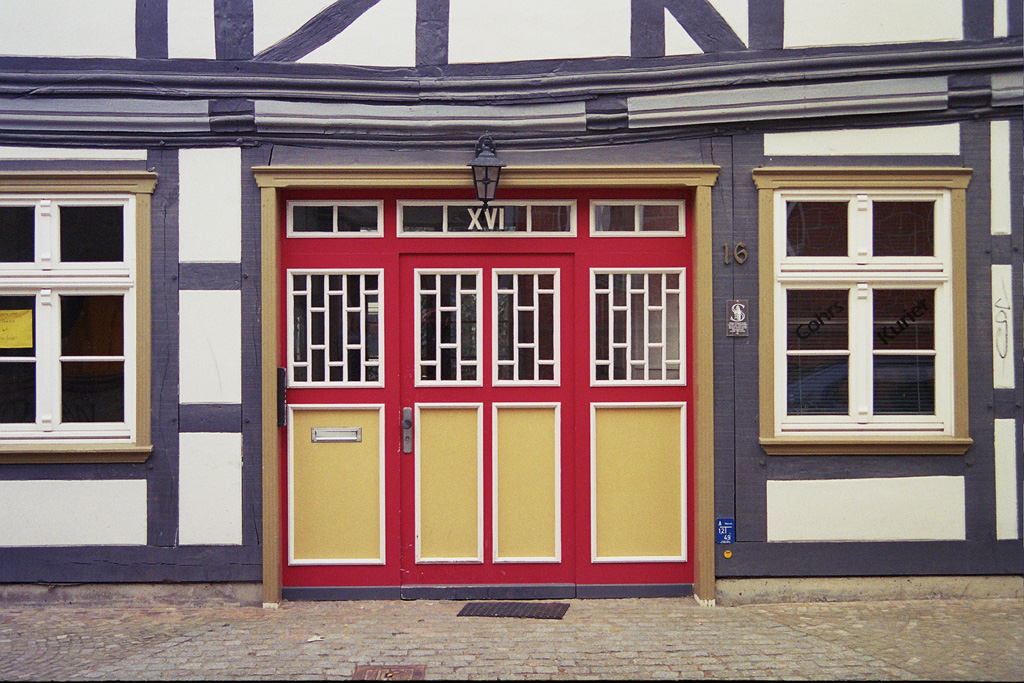
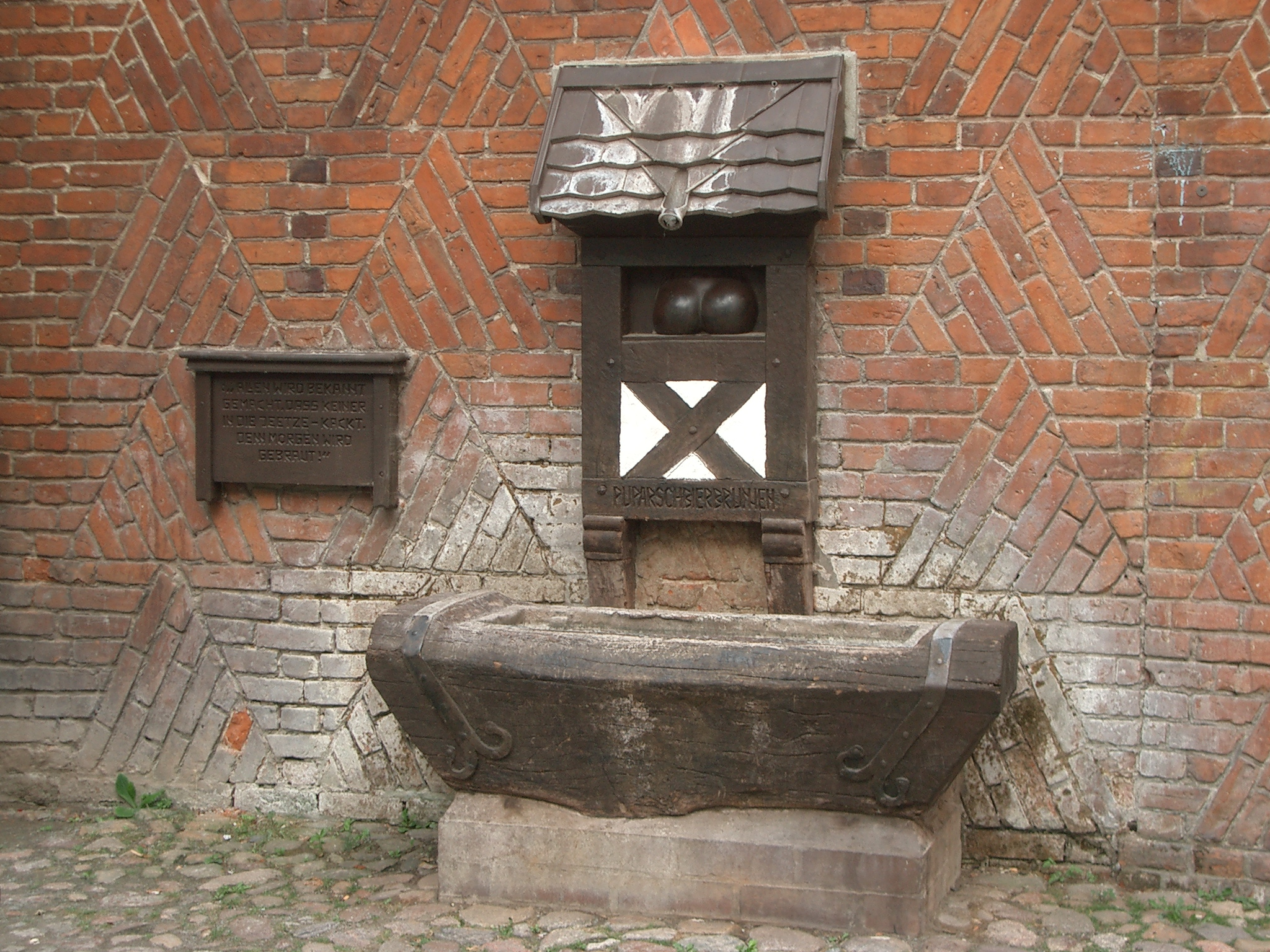